# Megalopus riolaceo-fasciatus
Megalopus riolaceo-fasciatus es una especie de coleóptero de la familia Megalopodidae.

## Distribución geográfica
Habita en Panamá.